# Kania hirsutula
Kania hirsutula är en myrtenväxtart som först beskrevs av Ferdinand von Mueller, och fick sitt nu gällande namn av Andrew John Scott. Kania hirsutula ingår i släktet Kania och familjen myrtenväxter. Inga underarter finns listade i Catalogue of Life.